# Georg Tidl
Georg Tidl (geboren am 19. Juli 1948 in Wien) ist ein österreichischer Journalist, Historiker, Gewerkschafter, sozialdemokratischer Lokalpolitiker, Volksbildner, Autor historischer Sachbücher und Literat.

## Leben
Tidl ist der Sohn der Mittelschulprofessorin und Autorin Marie Tidl (1916 – 1995) und des Agraringenieurs Johann Tidl, zweier Widerstandskämpfer gegen das NS-Regime.
Nach der Mittelschule und mehreren Studien konzentrierte er sich auf die wissenschaftliche Ausbildung zum Historiker, Fachgebiet Zeitgeschichte. Er promovierte am 31. Jänner 1974 bei Ludwig Jedlicka am Institut für Zeitgeschichte der Universität Wien mit dem Thema: Die sozialistischen Mittelschüler Österreichs 1918–1938. Nach einigen wissenschaftlichen Arbeiten im Rahmen des Instituts für Zeitgeschichte wechselte Georg Tidl in die Fernseh-Hauptabteilung Wissenschaft im Österreichischen Rundfunk, wo er in den frühen 1980er Jahren in die Innenpolitik wechselte.
Nach der Kandidatur von Kurt Waldheim für das Amt des Bundespräsidenten recherchierte Georg Tidl auftragsgemäß ab Frühjahr 1985 dessen Biographie. Bei Waldheims Kriegsjahren stieß er auf Ungereimtheiten in dessen eigenen biografischen Angaben. So konnte Tidl gleich zu Beginn des Präsidentschafts-Wahlkampfes nachweisen, dass Waldheim 1941 in den ukrainischen Pripjetsümpfen zumindest einmal unter SS-Kommando gekämpft hatte. SS und Wehrmacht erkämpften damals ein kleines Dorf, das aber von strategischer Bedeutung war. Als Folge dieser Recherche wurde Georg Tidl aus der Innenpolitik ins Archiv versetzt und durfte von da an für keine politische Redaktion mehr arbeiten.
Bis zu seiner Pensionierung bekleidete er mehrere Funktionen in verschiedenen ORF Redaktionen. Die letzten zehn Jahre war er Chefredakteur von Heimspiel, der Programmzeitung des ORF Radiokulturhauses im Wiener Funkhauses und Leiter des Radiomuseums des ORF mit seiner stationären Ausstellung im Funkhaus, einem gutsortierten Depot und Wanderausstellungen vor allem in Wien und in den östlichen Bundesländern.
Daneben veröffentlichte und produzierte Tidl zahlreiche Arbeiten zu historischen Themen, Fernsehdokumentationen und Features im Bereich Zeitgeschichte, historische, politische und literarische Beiträge auch in Zeitschriften wie dem FORVM, gestaltete Ausstellungen, betreute den Nachlass von Alfons Petzold sowie die Eingliederung des Arbeiterdichter-Nachlasses in die Bestände in die Österreichische Nationalbibliothek und trat mit Veröffentlichungen zur lokalen Geschichte des Wiener Bezirkes Meidling hervor, aber auch mit Ausflügen ins Theater und ins Kabarett:
- Arthur Schnitzler und sein Reigen (Dramaturgie, 1987, Wiener Volksoper)
- Mozart Mechanic Musical (Text und Dramaturgie, 1988, Theater beim Auersperg, Wien)
- Zwischenzeit (Text, Dramaturgie, Regie, 1990, Spektakel, Wien)

Ab seinem Eintritt in den ORF engagierte sich Georg Tidl auch im Rahmen des ÖGB, dem er in mehreren Funktionen diente; zuletzt als Bundesvorsitzender des Fachgruppe MultiMedia und Informationsdienstleistungen  in der Kommunikationsgewerkschaft GPF. Nach seinem Ausscheiden aus dem aktiven Berufsleben wurde er von dieser Fachgruppe zum Ehrenvorsitzenden gewählt. Mehrmals kandidierte Georg Tidl im ORF erfolgreich als Betriebsrat mit einer eigenen Namensliste. Sein Engagement im ÖGB veranlasste Funktionäre der Wiener SPÖ Georg Tidl an wählbarer Stelle auf die Kandidatenliste seines Wohnbezirkes Meidling zu stellen. Von März 2001 bis 2010 war Georg Tidl als Bezirksrat in der Kulturkommission in Meidling tätig.
Tidl lebt und arbeitet in Wien und seit 2012 auch wieder in Spittal an der Drau.
Tidl hat zwei Kinder, ihre Mutter ist die niedergelassene Gynäkologin und mehrfache Staatsmeisterin in Tischtennis Gabriela Smekal.

## Auszeichnungen
- Berufstitel Professor, verliehen durch den Österreichischen Bundespräsidenten am 4. März 2009.
- Silbernes Verdienstzeichen des Landes Wien am 17. Jänner 2012.
- Ehrenvorsitzender der Bundesfachgruppe Multimedia und Informationsdienstleistungen der Kommunikationsgewerkschaft GPF im ÖGB. Ernennung im März 2013 in Anerkennung des langjährigen gewerkschaftlichen Einsatzes.

## Werke
- Die sozialistischen Mittelschüler Österreichs 1918–1938. Österreichischer Bundesverlag, Wien 1977, ISBN 3-215-02267-2.
- Die Frau im Nationalsozialismus. Europa Verlag, Wien 1984, ISBN 3-203-50844-3.
- Streuzettel – Illegale Propaganda in Österreich 1933–1939? Löcker Verlag, Wien 2005, ISBN 978-3-85409-420-3.
- (mit Peter Goller): Jubel ohne Ende – Die Universität Innsbruck im März 1938. Löcker Verlag, Wien 2012, ISBN 978-3-85409-616-0
- Von der Gestapo gehetzt – Auf der Flucht durch Norwegens Fjorde. Löcker Verlag, Wien 2009, ISBN 978-3-85409-526-2.
- Propagandabomben und Flugblattgranaten über Kiew – Nationalsozialistische Propagandawaffen im Kampf gegen die Rote Armee. Löcker Verlag, Wien 2012, ISBN 978-3-85409-566-8.
- Kurt Waldheim – Wie es wirklich war. Die Geschichte einer Recherche. 1. Auflage. Löcker Verlag, Wien 2015, ISBN 978-3-85409-781-5.
- Frieden Freiheit Frauenrechte! Leben und Werk der österreichischen Schriftstellerin Marie Tidl 1916–1995. Theodor Kramer Gesellschaft, Wien 2018, ISBN 978-3-901602-81-8.
  - Rezension von Erich Hackl: Ein flammend rotes Halstuch. Georg Tidl erkundet Leben und Werk seiner Mutter, der österreichischen Widerstandskämpferin, Kommunistin und Schriftstellerin Marie Tidl. Konkret, 1, 2019, S. 59

- Rene oder Der andere Weg. Roman. Theodor Kramer Gesellschaft, Wien 2022, ISBN 978-90-352-2015-7.
- Propagandabomben und Flugblattgranaten über Kiew : nationalsozialistische Propagandawaffen im Kampf gegen die Rote Armee. 2.  Auflage. Das Neue Berlin, Berlin 2024, ISBN 978-3-360-02763-4.